# لويس والتون
لويس والتون (بالإسبانية: Luis Walton)‏ هو محامي وسياسي مكسيكي، ولد في 1 يونيو 1949 في أكابولكو في المكسيك. انتخب عضو مجلس الشيوخ من المكسيك.